# Majastres
Majastres település Franciaországban, Alpes-de-Haute-Provence megyében. Lakosainak száma 5 fő (2022. január 1.). Majastres Blieux, Estoublon, Moustiers-Sainte-Marie, La Palud-sur-Verdon, Saint-Jurs és Senez községekkel határos.

## Népesség
A település népességének változása:
| Lakosok száma | 20   | 12   | 10   | 2    | 2    | 3    | 4    | 4    | 4    | 5    |
|               | 1968 | 1982 | 1990 | 2006 | 2013 | 2015 | 2017 | 2019 | 2020 | 2022 |